# Rostower Finift

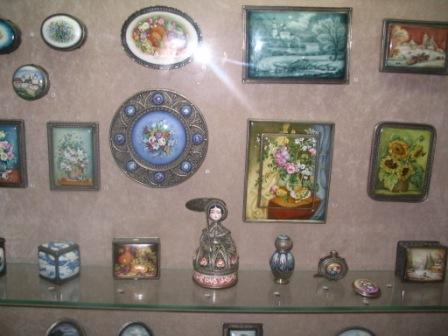
Finift-Bilder und -Figuren

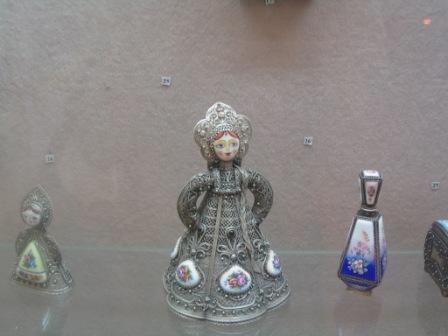
Finift-Figur

Rostower Finift (russisch Ростовская финифть/Rostower Emaille) ist eine Malerei mit keramischen Farben auf lackiertem Kupferblech. Diese Kunsthandwerkserzeugnisse sind in Russland unter der altrussischen Bezeichnung Finift (russisch Финифть) – für Emaille – bekannt. Das Wort „Finift“ leitet sich vom griechischen fingitis – „heller glänzender Stein“ ab. Am bekanntesten ist in Russland Finift aus Rostow. Da die Anfertigung von Emaillearbeiten in Rostow eine jahrhundertelange Tradition hat, werden die Emaillearbeiten aus Rostow als die besten in Russland geschätzt.
Diese Miniaturmalerei auf Emaille wird aus transparenten, feuerfesten Farben hergestellt, die auf Kupfer aufgetragen werden und mit Emaille überzogen sind. Finift, auch als „Feuermalerei“ bezeichnet, verblasst niemals und verliert auch nie seinen Glanz, so wie alle Emaille- oder Glasarbeiten.
Es handelt sich um Figuren, kleine Kreuze, Porträts, Miniaturgemälde, Schatullen, Ikonen, Schmuck und dekorative Gegenstände, die in Emaille-Technik gefertigt wurden. Diese Emaille-Arbeiten wurden auch zur Verzierung von Ikonen, Wappen und Luxusgegenständen angefertigt.
Heute werden Juwelierwaren, Fingerhüte, Schatullen, Weihrauchbehälter (russ. Ладанка) – diese kleinen Behälter werden an einer Halskette getragen, ähnlich einem Amulett –, Handspiegel, Haarspangen, Porträts, die nach eingeschickten Fotos gefertigt werden, Gemälde, Ringe, Ohrringe, Halsketten, Armbänder, Uhrenarmbänder, Medaillons, Broschen aus Finift gefertigt.

## Ausführung

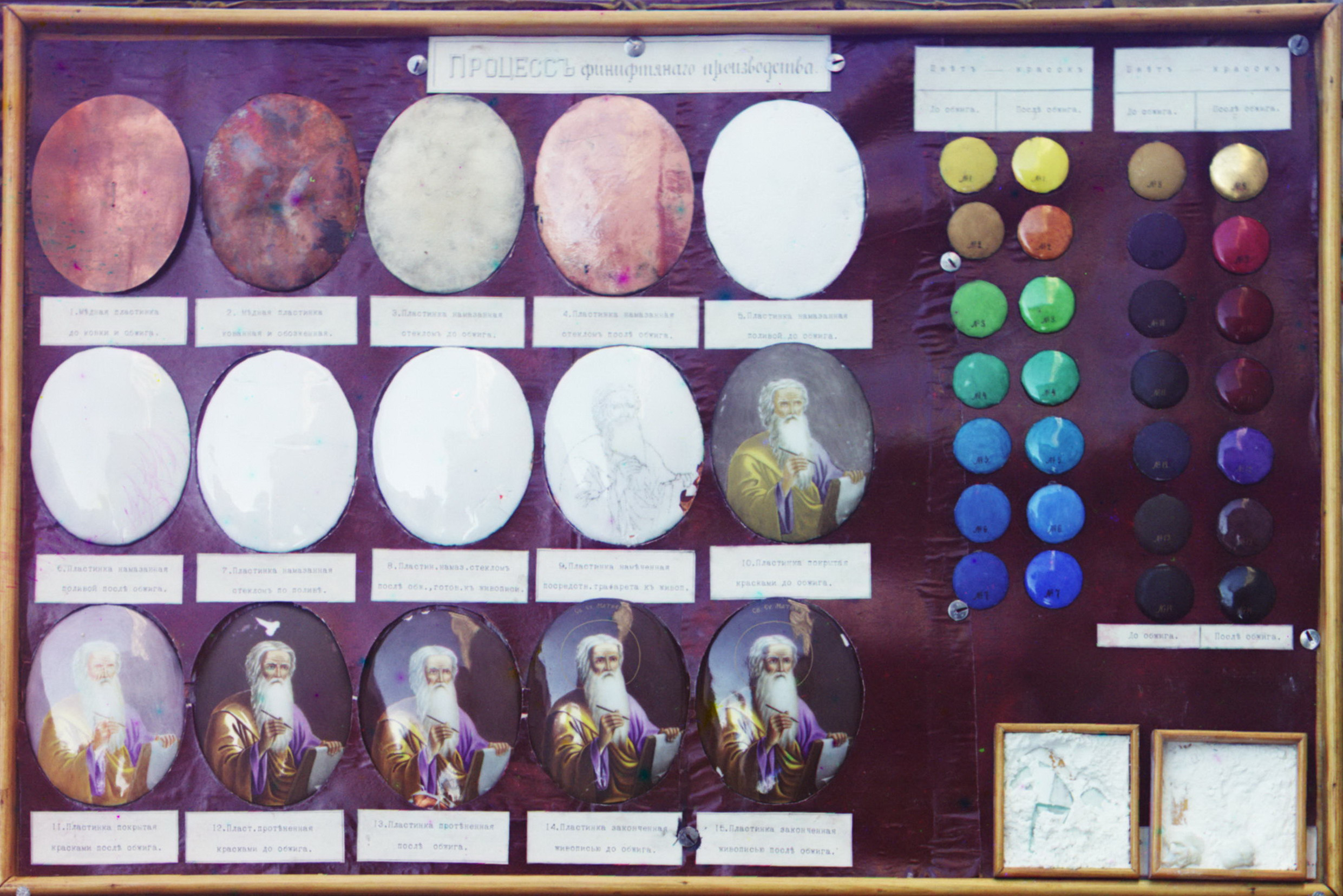
Die einzelnen Schritte des Herstellungsprozesses von Finift

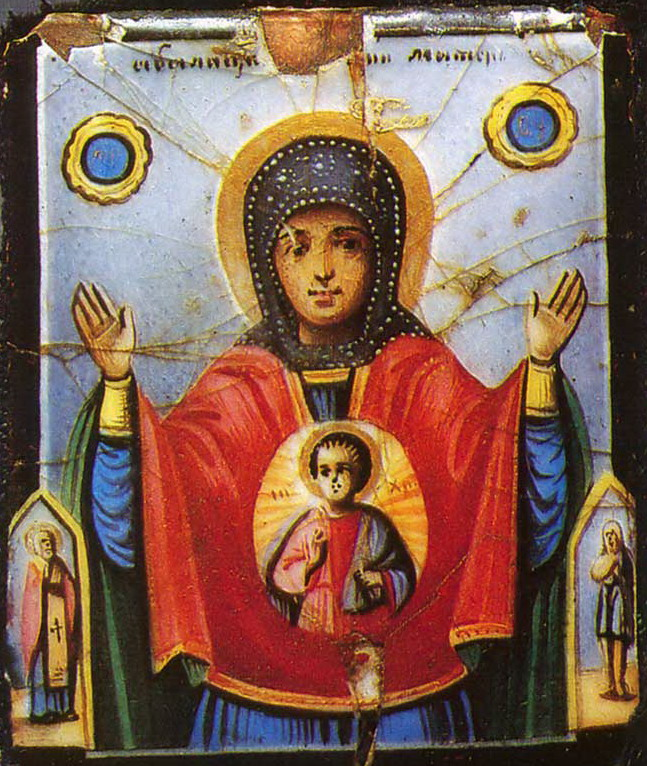
Finift nach dem Motiv der berühmten Ikone von Maria im Kloster Abalaksk

Das Emaille wird mit Metallsalzen eingefärbt: Zusätze von Gold geben dem Glas eine rubinrote Farbe, Cobalt gibt eine kobaltblaue Tönung und Kupfer eine grüne Farbe. Außer dem Grundmaterial Kupfer als Metallträgerschicht werden gelegentlich auch andere Metalle verwendet.
Für besondere Ausführungen kann der Glanz der Emaille, im Gegensatz zu Glas, gedämpft werden.
Die Finift-Gegenstände sind besonders langlebig. Die Farben sind sehr rein und leuchten stark.
Die Emaille-Malerei ähnelt in ihrer Technik der Porzellanmalerei. Die dabei verwendeten feuerfesten Farben haben einen Schmelzpunkt von 700 bis 800 °C. Die Farbpigmente werden mit Terpentin oder Lavendelöl gemischt und zum Malen mit sehr feinen Pinseln aufgetragen. Jedes Farbpigment hat seine eigene Schmelztemperatur, außerdem verändern die Farbpigmente beim Brennen ihre Farben, weshalb die Künstler mit einem Farbring aus fertig gebrannten Proben zum Farbvergleich arbeiten. Alle Farben sind vor dem Brennen grau. Die Emailleherstellung ist für den Maler gesundheitsschädlich, da diese Emaillefarben aus Schwermetall-Oxide bestehen und Arsen und radioaktive Elemente enthalten. Diese Schadstoffe verflüchtigen sich jedoch beim Brennvorgang.
Nach dem Auftragen einiger weniger Farben erfolgt ein Brennen der Emaillearbeit im Muffelofen, bevor die nächsten Farben aufgetragen werden. Außer den drei Bränden für die Grundierung werden einfache Arbeiten, die nur eine begrenzte Farbpalette erfordern, in nur zwei bis drei Bränden bemalt. Bei komplizierteren Arbeiten wird das eigentliche Bild in vier bis sieben Bränden gemalt. Nach jedem Bemalen muss die Farbe immer erst antrocknen, bevor sie gebrannt wird, danach muss die Arbeit erst wieder abkühlen, bevor sie erneut bemalt werden kann. Die Emaillearbeiten werden danach eventuell von einem Juwelier weiter verarbeitet – mit Goldfassungen oder Filigranarbeiten.
Für Emaillebilder wird die Metallfläche grundiert und danach mit einigen Schichten weißer Emaille überzogen. Bei Miniaturarbeiten wird auch die Rückseite mit Emaille überzogen. Damit die tragende Metallfläche bei den zahlreichen Bränden nicht durchbrennt, wird es beidseitig emailliert. So wird auch verhindert, dass die Emaille wegen Spannungsdifferenzen zwischen der Metallunterlage und der Emaille springt. Für Miniaturarbeiten werden die Farbpigmente mit ätherischen Ölen vermischt. Oft werden die Emaillearbeiten abschließend noch mit einer transparenten Schicht Emaille (Fondant) gebrannt.

## Geschichte

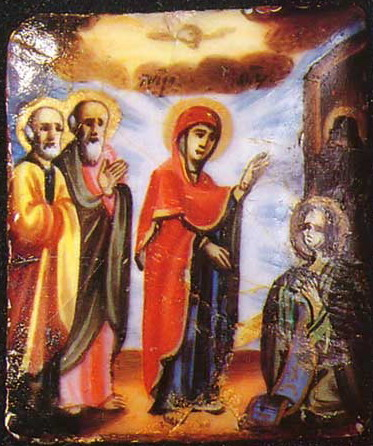
Finift nach der Ikone „Die Gottesmutter Maria erscheint Sergius von Radonesch“

Die Kunst des Emaillierens von Metallgegenständen gelangte im 10. Jahrhundert aus dem Byzantinischen Reich nach Russland, gemeinsam mit der Übernahme des Christentums. Die engen Kontakte zwischen dem Kiewer Rus und Konstantinopel, der Hauptstadt des Byzantinischen Reiches, führte dazu, dass die russischen Künstler die Emailletechnik im 12. Jahrhundert aus dem Byzantinischen Reich übernahmen. Die ersten russischen Emaillegegenstände datieren aus dem 12. bis 13. Jahrhundert. Die Emaille-Kunst erreichte in Russland ihre Blütezeit im 16. bis 17. Jahrhundert.
Die Juweliere aus Rostow beherrschten die Herstellung dieser künstlerisch gestalteten Emaille bereits im 12. Jahrhundert, zur Zeit des Kiewer Rus. Kunstvolle Emaillearbeiten wurden genauso hoch geschätzt wie Edelsteine, auch weil sie ihre Reinheit, Farbe und Glanz für immer behalten. Miniaturgemälde in Emaille passten sehr gut zu Filigranarbeiten. Sie waren auch eine ideale Ergänzung zu Schmuck. Neben den Figuren werden seit der Mitte des 19. Jahrhunderts auch Porträts und Landschaftsbilder in Emaille ausgeführt.
Bevor das Emaillierhandwerk in Rostow Verbreitung fand, gab es Zentren der Emaillemalerei in Moskau, Sergijew Possad und Sankt Petersburg. In der zweiten Hälfte des 17. Jahrhunderts erlebte die darstellende Kunst und die Architektur eine Blütezeit in Rostow. Zu dieser Zeit kamen aus Russland Baumeister und Künstler nach Rostow, um dort Auftragsarbeiten auszuführen. Einer der ersten Künstler, die in Rostow Emaillearbeiten herstellten, und der in alten Briefen erwähnt wird, war der Ieromonachos Amfilochi (russ. иеромонах Амфилохий; *1749; † 1824), mit dem weltlichen Namen Andrei Porezki (Андрей Порецкий), der um 1780 als Ikonen- und Freskenmaler in Rostow tätig war.
In den ersten beiden Jahrhunderten bestellte vor allem die Kirche Finift. Sie subventionierte dieses Handwerk und bestimmte daher über die Motive. Die Kirchenoberen förderten die Entwicklung der Emailleherstellung, da sie den Klöstern beträchtliche Einnahmen brachten, die für die Renovierung alter und den Neubau neuer Kirchen und Klöster verwendet wurden. Finiftmalereien schmückten die Ikonostasen, das Zarentor der Mariä-Verkündigungs-Kathedrale in Moskau sowie Bischofsmützen.
In Rostow wurden Emaillearbeiten erst ab der Mitte des 18. Jahrhunderts angefertigt, seit der Zeit des Metropoliten Arseni Mazeewitsch (* 1697 in Wolodymyr; † 1772 in Tallinn). Auch nachdem 1788 das Zentrum der Eparchie Rostow nach Jaroslawl verlegt worden war, blieb die Emailleherstellung in Rostow erhalten. Obwohl die Stadt stark an Bedeutung als administratives Zentrum verlor, blieb sie dennoch die geistliche Hauptstadt und ein wichtiger Wallfahrtsort für Russland. Die Emaillearbeiten aus Rostow wurden begehrte Souvenire für die Pilger. Sie waren leichter und deshalb billiger herzustellen als die traditionellen Ikonen, und zudem klein und haltbar. Außerdem konnten ihnen Licht, Hitze, Feuchtigkeit oder Schmutz nichts anhaben.
Das Zentrum der Emailleherstellung in Rostow wurde das Kloster Jakowlewski (russ. Яковлевский монастырь) und die dazugehörige Siedlung. Dieses Kloster war der stärkste Anziehungspunkt für die Pilger. Die Ikonen von Dimitri Tuptalo, der 1757 heiliggesprochen worden war, waren am gefragtesten unter den Pilgern. Besonders seine Ikonen wurden in Rostow massenhaft in Emaille gefertigt und an Pilger, Klöster und Kirchen in ganz Russland verkauft. Die Emaillierer in Rostow benutzten für die räumliche Darstellung die umgekehrte Perspektive, wie sie auch in der Ikonenmalerei üblich war. Die Kunst der Emaillemalerei wurde oft in der Familie weitergegeben. Zu den bekanntesten Familiendynastien der Emaillierer aus Rostow zählten unter anderem die Familien Gwosdrew (Гвоздревы), Metelkin (Метелкины) und Burow (Буровы). Wegen fehlender schriftlicher Zeugnisse können jedoch nicht einzelne Werke den einzelnen Künstlern jener Zeit zugeordnet werden. Nur einige Arbeiten der Emaillekünstler aus Rostow sind signiert. Auch die Datierung der Werke ist äußerst schwierig.
Die Emaillemalereien aus dem 18. Jahrhundert wurden im Stil der Ikonenmalerei ausgeführt sind. Seit Beginn des 19. Jahrhunderts eigneten sich die Meister jedoch zunehmend die akademische Tafelmalerei an. Außer den professionellen Ikonenmalern begannen auch andere Personenkreise mit der Herstellung von Emaillearbeiten: Handwerker, die aus Moskau und den Städten im Norden zugezogen waren, ebenso wie Bauern aus den umliegenden Dörfern und Gebieten, die damit begannen, sich die neuartige Emaillierkunst anzueignen.
Dazu gehört ein silbernes Kreuz, das mit Finifit dekoriert ist und dem Künstler Peter Iwanow zuzuordnen ist, ebenso zwei Emailleeinlagen für den Buchdeckel der Evangelien, welche die Evangelisten Lukas und Matthäus darstellen und von Alexei Ignatjewitsch Wseswjatsko (Алексей Игнатьевич Всесвятско) signiert sind – alle sind auf das Ende des 18. Jahrhunderts zu datieren. Die Emaillebilder aus Rostow sind im Barockstil gehalten, obwohl in der zweiten Hälfte des 18. Jahrhunderts in den größeren russischen Städten der Klassizismus einen größeren Einfluss gewann.
In der ersten Hälfte des 19. Jahrhunderts nahm die Bedeutung der Emaillekunstwerke aus Rostow gegenüber den anderen Kunsthandwerken zu. Es gab damals zahlreiche Emaillekünstler in der Stadt. Sie schufen ihre Kunstwerke nicht mehr nur für die orthodoxe Kirche, sondern fertigten auf Bestellung auch Arbeiten für Privatpersonen an. Auch in den kleineren Städten der Umgebung gab es nur künstlerische Finifit-Arbeiten. Auf den Märkten in Rostow wurden zahlreiche Finifit-Arbeiten angeboten, die nunmehr in immer größerem Umfang ihren Weg nach Moskau, in die nördlichen Regionen Russlands und in die Städte an der Wolga (Powolschje) fanden. Auch in den orthodoxen Regionen Südeuropas fand Finift aus Rostow seine Verbreitung, insbesondere in den Klöstern auf dem Berg Athos.
Der Stil der Emaillebilder löste sich mit der Zeit immer mehr von den kanonischen Dogmen der traditionellen Ikonenmalerei. In der ersten Hälfte des 19. Jahrhunderts wendeten sich die Emailkünstler immer häufiger der Porträtmalerei und der Darstellung von Alltagsszenen zu. Die Tafelbildmalerei hatte um 1860 einen großen Einfluss auf die Emaillemalerei. Allerdings ließen sich komplizierte, detaillierte Szenen nur schlecht in Emaille darstellen. Die Emaillekünstler hatten auch meist keine besondere Erfahrung bei der Komposition von Szenen mit vielen Personen, weshalb die meisten Emaillearbeiten der Genremalerei nur Kopien von Gemälden verschiedener in- und ausländischer Künstler verschiedener Epochen waren.
Im 19. Jahrhundert änderten sich die Motive der Finift-Malerei. Es wurden nun auch Miniaturporträts und Kopien von Farblithografien angefertigt. Allerdings wurden die Bilder in vereinfachter Form abgebildet, um sie an die beschränkten technischen Möglichkeiten der Emaillearbeit anzupassen.
Mit dem Aufkommen der Daguerreotypie (ab 1835, später der Fotografie, und dem Farbdruck ab 1837) erwuchs den Emaillekünstlern in Rostow in der zweiten Hälfte des 19. Jahrhunderts eine starke Konkurrenz auf dem Massenmarkt für kirchliche Bilder. Um konkurrenzfähig zu bleiben gegenüber der billigen, mechanischen Serienfertigung, die die Finiftarbeiten imitierte, waren die Emaillekünstler deshalb zu einer starken Erhöhung ihres Produktionsausstoßes gezwungen. Ein Emaillekünstler musste nun täglich einige zig oder gar mehrere hundert Emailleminiaturen fertigen. Das führte zwangsläufig zu einer Arbeitsteilung unter den Emaillekünstlern. Unterschiedliche Künstler führten die verschiedenen Arbeitsschritte aus:
- das Grundieren mit weißer Emaille
- das Übertragen der Umrisse von einem Bild auf das Metall mittels Reißnadel
- Maler für die einzelnen Bilddetails.

Auch schlossen sich die Meister und ihre mitarbeitenden Familienmitglieder in kleinen Genossenschaften (Artel) zusammen. Der Übergang zur fast industriellen Fertigung der Emaillearbeiten hatte jedoch einen negativen Einfluss auf deren künstlerisches Niveau. Man schränkte sich auf einige religiöse Bilder ein, die Vielfalt der Moativauswahl nahm stark ab. Die Bilder wurden einfacher, primitiver.
Das Emaillehandwerk in Rostow war unter dem Druck der billigen Konkurrenz Ende des 19. und Anfang des 20. Jahrhunderts vom Aussterben bedroht. Auf der Suche nach einem Ausweg wurde 1911 vom Ministerium für Landwirtschaft und Handel eine Meisterschule für Emaillekünstler gegründet, um die Traditionen der Emaillemalerei wiederzubeleben.
Nach der Oktoberrevolution von 1917 wurde die Produktion der Emaille-Ikonen eingestellt. Stattdessen wurden zur Sowjetzeit Porträts, Damenschmuck, Schatullen und ähnliches aus Emaille gefertigt. Nach Auflösung der Sowjetunion im Jahre 1991 wurde die Emailleherstellung wieder stärker auf religiöse Gegenstände ausgerichtet.
Gegenwärtig ist die Fabrik Rostowskaja Finift (russ.: Ростовская финифть) der größte Produzent von Emaillearbeiten in Rostow. Er fertigt Schmuck und Souvenirs mit dekorativen Darstellungen von Blumen sowie Landschaftsbilder. Die Erzeugnisse werden auch mit Gold, Silber, Edelsteinen, Halbedelsteinen, Bernstein, Leder und Edelhölzern verziert. Auch Türen, Kamine und Möbel mit Emaillearbeiten aus Rostow werden produziert.

## Ausstellungen
Größere Sammlungen von Finift-Arbeiten aus Rostow sind unter anderem ausgestellt im Staatlichen Historischen Museum Moskau, im Russischen Museum in Sankt Petersburg.
Die größte Finiftsammlung befindet sich im Staatlichen Museum für Architektur und Kunst Rostow-Jaroslawl in der Stadt Rostow, Oblast Jaroslawl (russ. Государственный Ростово-Ярославский архитектурно-художественный музей-заповедник). Hier sind 2500 Finift-Miniaturen aus dem 18. bis 20. Jahrhundert ausgestellt.
Die Ausstellung unterteilt die Entwicklung des Finift in drei Perioden:
1. früher Rostower Finift: zweite Hälfte des 18. Jahrhunderts bis zum Beginn des 19. Jahrhunderts. Hier finden sich auch Einflüsse ukrainischer Meister, besonders in der Landschafts- und Architekturmalerei auf Finift.
2. 19. bis Anfang 20. Jahrhundert: Die Finift-Kunst erreichte ihre endgültige Ausbildung, ihre Blütezeit und ihren Niedergang.
3. nach der Oktoberrevolution (1917): Die Ikonen-Themen wurden verboten, einige Künstler stellten ihre Finift-Malerei ganz ein. Das Kunsthandwerk bestand jedoch in Genossenschaften (Artel) weiter. In den 1930er Jahren wurde intensiv nach neuen Sujets und Formen für das Finift gesucht. In der ersten Hälfte der 1930er Jahre waren die Emaillekünstler dem Artel für Invaliden angegliedert. 1936 wurde das neue Artel Wiedergeburt (russ. артель "Возрождение") gegründet. Während des Zweiten Weltkrieges stellte es jedoch seine Arbeit ein. Nach dem Krieg wurden die Emaillemaler dem Ersten mechanisierten Artel zugeordnet.